# Ischnoptera panamae
Ischnoptera panamae är en kackerlacksart som beskrevs av Morgan Hebard 1920. Ischnoptera panamae ingår i släktet Ischnoptera och familjen småkackerlackor. Inga underarter finns listade i Catalogue of Life.